# Choeung Ek
Choeung Ek (ជើងឯក en khmer) était le principal lieu d'exécution et charnier de prisonniers du Kampuchéa démocratique, le régime des Khmers rouges, lorsque celui-ci présidait aux destinées du Cambodge, de 1975 à 1979. Il se trouve à 17 km au sud-ouest de Phnom Penh et s'étend sur deux hectares.

## Histoire
Avant sa transformation en camp, Choeung Ek était un cimetière chinois.
Quand les Khmers rouges ont pris le pouvoir, ils créèrent le plus grand centre de sécurité du pays qui comprenait la prison de Tuol Sleng, dans le centre de Phnom Penh, pour la torture et l'interrogatoire des prisonniers et le camp d'exécution de Choeung Ek, pour les détenus de Tuol Sleng et des autres centres des environs.
Le lieu fut découvert au début de 1979, après la chute du régime de Pol Pot, par un paysan du village de Choeung Ek retournant chez lui et découvrant un arbre avec des cheveux et de la matière cérébrale incrustés dans l'écorce. Plus loin, il trouva un trou rempli de corps humains.
Les fouilles ont depuis permis d'exhumer 8 985 ossements provenant des quelque 17 000 victimes estimées.
C'est aujourd'hui un lieu de recueillement, mais aussi de visite pour les touristes. De nombreux ossements ont été sortis des fosses et rassemblés dans un stupa au centre du site, mais le sol laisse entrevoir encore de nombreux restes humains (vêtements, os...).

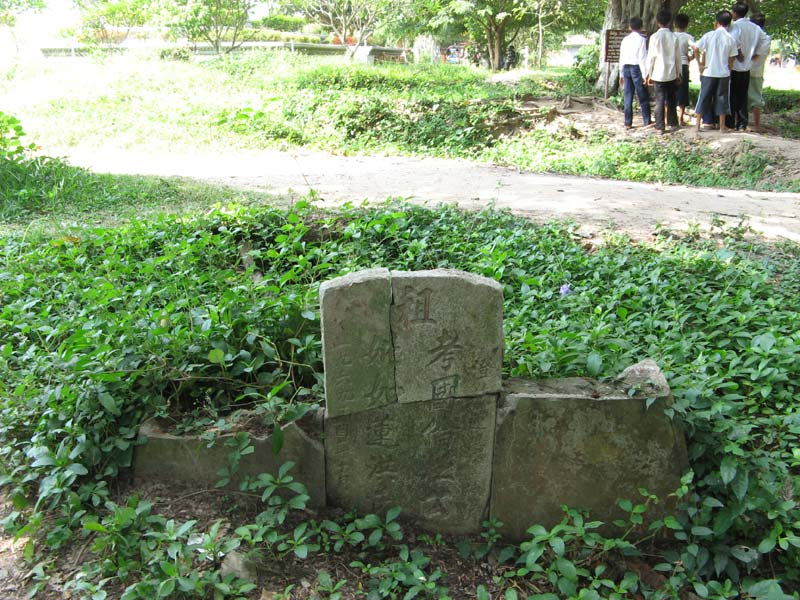
Tombe avec inscriptions chinoises, témoin de la précédente fonction du site.
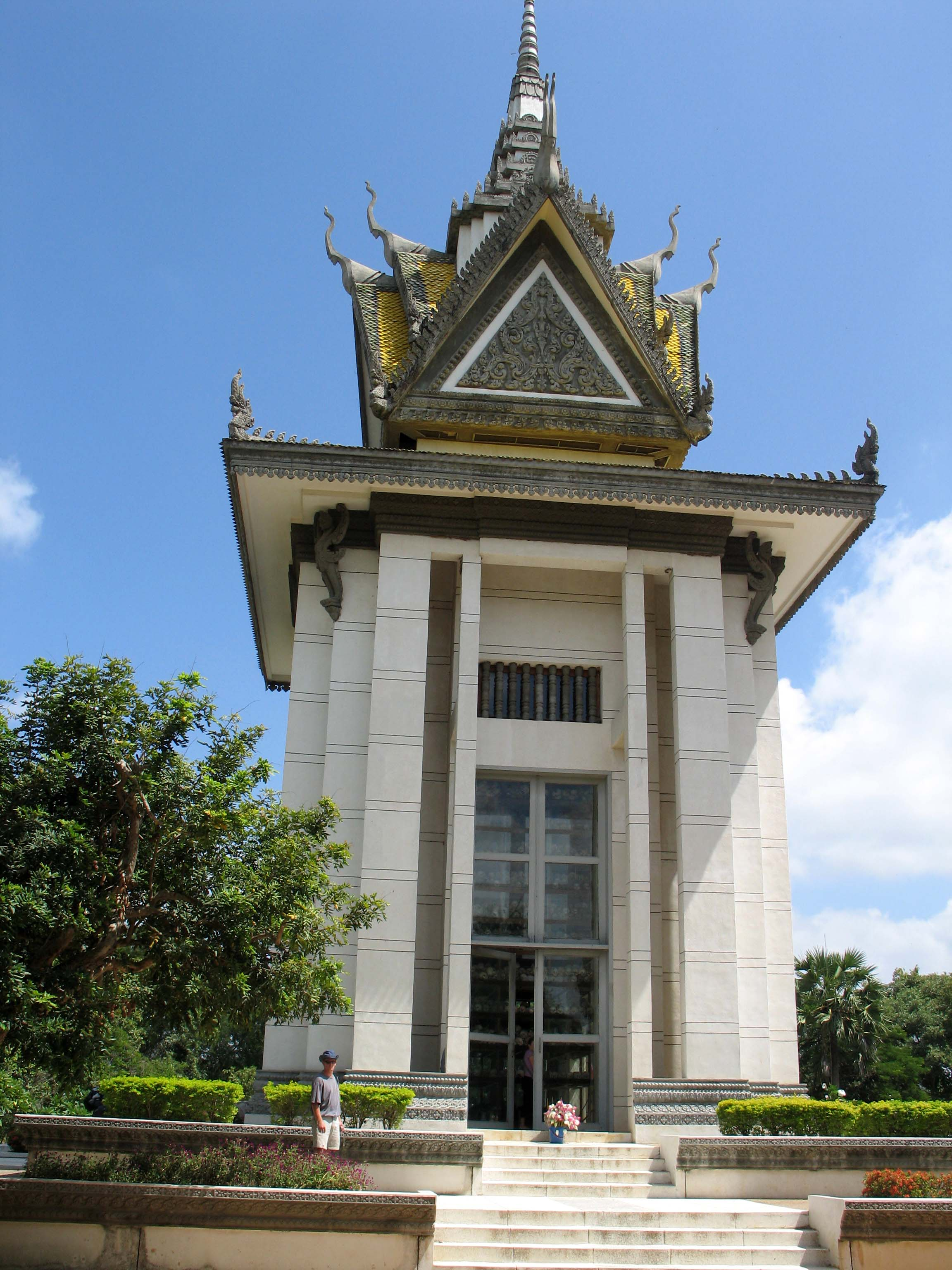
Stupa où ont été recueillis les 8 985 ossements et crânes retrouvés.

## Fonctionnement du camp d'exécution

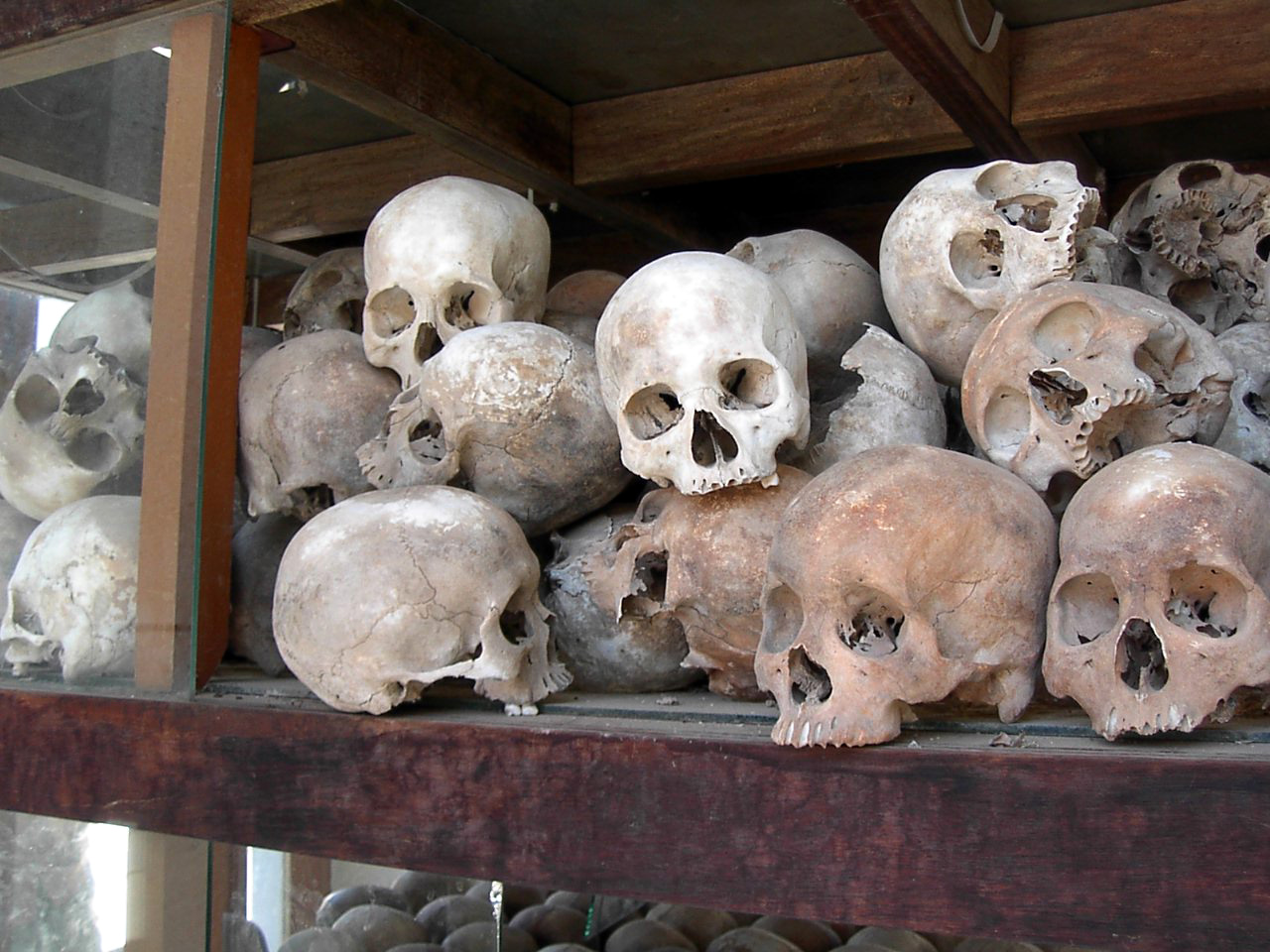
Ossuaire dans le mausolée

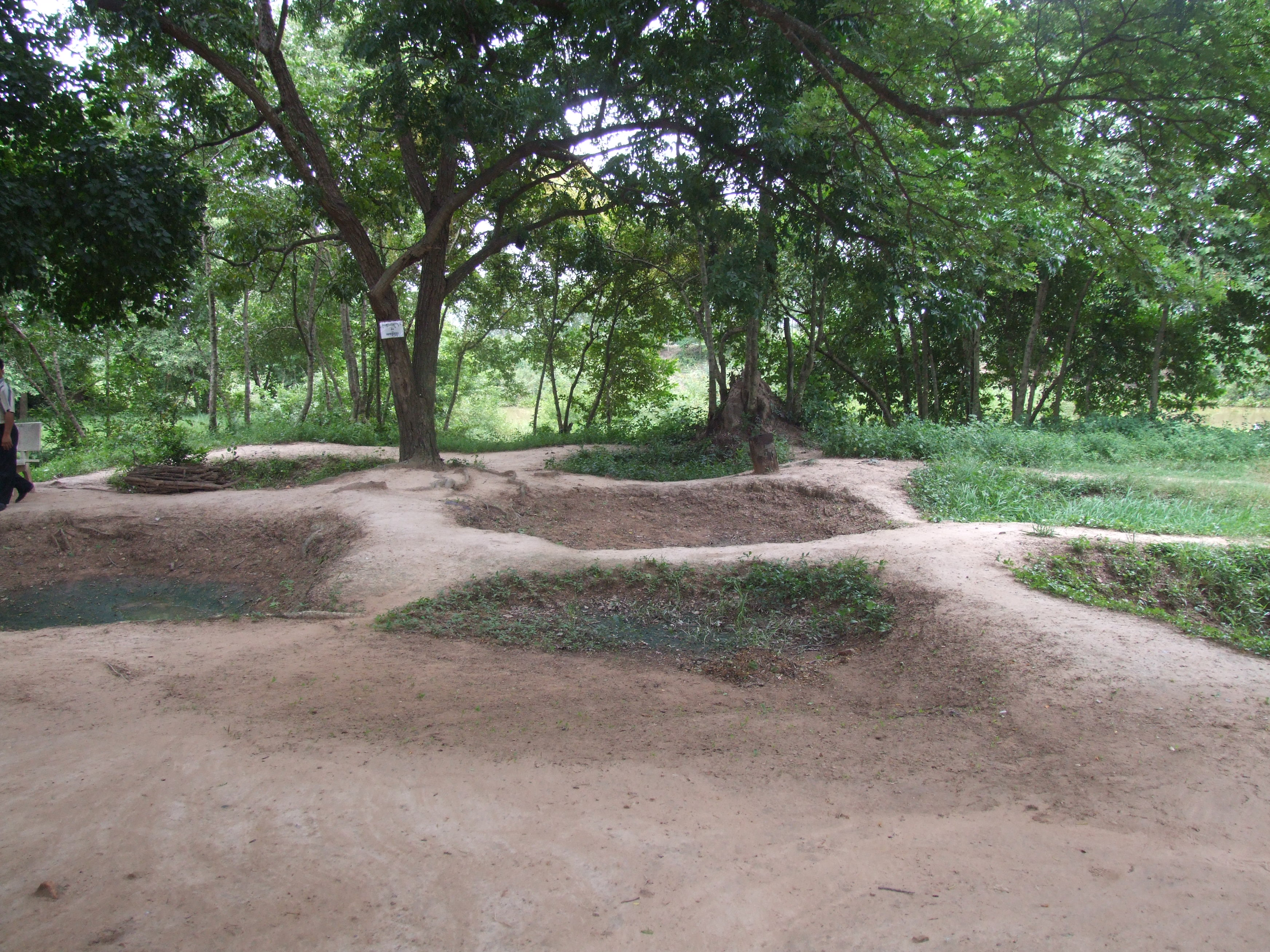
Les fosses communes qui ont été fouillées

Kang Kek Ieu alias Duch était le directeur du centre de sécurité 21 et gérait donc la prison et le camp.
Les gardiens amenaient les prisonniers en camion depuis les prisons et les abattaient dès leur arrivée.
Les bourreaux avaient ordre de ne pas utiliser de balles et massacraient les victimes à coup de pioches, de marteaux ou de machettes.
Sur les 129 fosses communes, environ 80 ont été fouillées.
Près d'une de ces fosses se trouve également l'arbre magique : les Khmers rouges y avaient placé un haut-parleur qui diffusait des chansons pour couvrir les cris des victimes, car tout devait se passer à l'insu du reste de la population.

## Lieu de mémoire
De nos jours, Choeung Ek est un mémorial, dont l'élément principal est un stupa bouddhiste dans lequel sont conservés plus de 5 000 crânes humains dont beaucoup ont été brisés ou défoncés.
Le site a conservé des vestiges de fosses communes où furent découverts des charniers.

## Protection
Le site est inscrit sur la liste du patrimoine mondial en 2025 par l'UNESCO, en tant que partie du bien « Sites mémoriels du Cambodge : des centres de répression devenus lieux de paix et de réflexion ».

## Sources
1. 1 2 3  (nl) Michel Maas, « Gestapelde botten, naamloze schedels », de Volkskrant,‎ 9 février 2008 (lire en ligne)
2. ↑  (en) Kevin Doyle, « The Revenue Fields », Time,‎ 11 avril 2005 (lire en ligne)
3. ↑  « Sites mémoriels du Cambodge : des centres de répression devenus lieux de paix et de réflexions », UNESCO